# Wikipedia koreańskojęzyczna
Wikipedia koreańskojęzyczna (oryginalna nazwa w hangul: 한국어 위키백과) – koreańska edycja językowa Wikipedii. Została uruchomiona w październiku 2002, początkowo pod domeną .com – ko.wikipedia.com, która kilka miesięcy później została zmieniona na .org – ko.wikipedia.org – jak wszystkie wersje językowe Wikipedii. 4 stycznia 2008 przekroczyła 50 000 artykułów, a 8 czerwca 2009 – 100 000. W grudniu 2013 roku Wikipedia koreańskojęzyczna zawierała ponad 250 000 artykułów, dzięki czemu zajmowała 23. pozycję wśród wszystkich wersji językowych. Wikipedia koreańskojęzyczna jest pisana w hangul. Hancha jest gorliwie unikana przez użytkowników. Większość redaktorów pochodzi z Korei Południowej i reprezentuje tamtejszy dialekt, ponieważ internet w Korei Północnej ograniczany jest przez cenzurę. Liczba użytkowników przekracza 250 tysięcy, jednak aktywnych jest nieco ponad 2 tysiące.